# Ford Cargo
O Ford Cargo é uma série de caminhões utilitários de cabine avançada, produzido pela Ford. Saiu de linha em 2019, quando a montadora deixou o segmento de caminhões e fechou sua fábrica no Brasil.
Em 2011 a cabine passou por reestilização, passando a apresentar linhas mais arredondadas em relação à geração lançada em 1985. Esta cabine é semelhante ao modelo que vem sendo produzido desde 2003 na Turquia pela Otosan, apresentando diferenças no acabamento. A gama de motores também é distinta dos modelos produzidos na Turquia.
A série possui modelos nas seguintes configurações:
- Leves 4x2
- Médios 4x2
- Semipesados 4x2, 6x2, 8x2 e 6x4
- Pesados 4x2 e 6x4
- Cavalos mecânicos 4x2 e 6x2

## Modelos produzidos pelaFord CaminhõesnoBrasilem 2019

### Leves
- Cargo 816 4x2 (PBT Técnico/legal 8.250kg e CMT 11.000kg)

### Médios 4x2
- Cargo 1119 4x2 (PBT Técnico/legal 10.510/10.510kg e CMT 12.000kg)
- Cargo 1419 4x2 (PBT Técnico/legal 14.500kg e CMT 27.000kg)
- Cargo 1519 4x2 (PBT Técnico/legal 15.400kg e CMT 27.000kg)

### Semipesados
- Cargo 1719 4x2 (PBT Técnico/legal 16.800/16.000kg e CMT 27.000kg)
- Cargo 1723 4x2 (PBT Técnico/legal 16.800/16.000kg e CMT 32.000kg)
- Cargo 1731R (Rígido) 4x2 (PBT Técnico/legal 16.800/16.000kg e CMT 38.000kg)
- Cargo 2423 6x2 (PBT Técnico/legal 24.150/23.000kg e CMT 32.000kg)
- Cargo 2429 6x2 (PBT Técnico/legal 24.150/23.000kg e CMT 35.000kg)
- Cargo 2431 6x2 (PBT Técnico/legal 24.150/23.000kg e CMT 38.000kg)
- Cargo 3031 8x2 (PBT Técnico/legal 30.150/29.000kg e CMT 38.000kg)
- Cargo 2623 6x4 (PBT Técnico/legal 26.200/23.000kg e CMT 37.000kg)
- Cargo 2629 6x4 (PBT Técnico/legal 26.200/23.000kg e CMT 42.000kg)
- Cargo 2631 6x4 (PBT Técnico/legal 26.200/23.000kg e CMT 42.000kg)

### Pesados
- Cargo 1933R (Rígido) 4x2 (PBT Técnico/legal 16.800/16.000kg e CMT 45.150.000kg)
- Cargo 3131 6x4 (PBT Técnico/legal 30.500/23.000kg e CMT 42.000kg)
- Cargo 3133 6x4 (PBT Técnico/legal 30.500/23.000kg e CMT 63.000kg)

### Cavalos mecânicos
- Cargo 1731T 4x2 (PBT Técnico/legal 16.800/16.000kg e CMT 38.000kg)
- Cargo 1933T 4x2 (PBT Técnico/legal 16.800/16.000kg e CMT 45.150kg)
- Cargo 2042T 4x2 (PBT Técnico/legal 18.600/16.000kg e CMT 49.000kg)
- Cargo 2842T 6x2 (PBT Técnico/legal 28.400/23.000kg e CMT 56.000kg)